# Наукоград
Наукогра́д — місто з високим науково-технічним потенціалом та надвисокою концентрацією науково-дослідних установок, часто формується на базі наукового центру. Термін наукоград було введено вперше у місті Жуковському Московської області 1991 року, під час створення руху «Союз розвитку наукоградів».

## Цілі і завдання
Технополіси/наукогради — науково-промислові комплекси, створені для виробництва нової прогресивної продукції або для розробки нових наукомістких технологій на базі тісних відносин та взаємодії з університетами та науково-технічними центрами; великі скупчення промислових підприємств зі своїми науково-технічними підрозділами. Це особливі компактно розташовані сучасні науково-виробничі освіти з розвиненою інфраструктурою, що забезпечує необхідні умови для праці та відпочинку, для функціонування науково-дослідних та навчальних інститутів (організацій), що входять до складу цих утворень, а також їхніх підприємств, компаній та фірм, що виробляють нові види продукції з урахуванням передових наукомістких технологій. Основа технополісу – його науково-дослідний комплекс.
Створення технополісів вимагає вкладення великих коштів. Їхня величина залежить від низки обставин, у тому числі: від основних напрямів діяльності технополісу; розмірів площі, що відводиться під нього; обсягу планованих будівельних робіт, кількості та характеру об'єктів, що будуються; віддаленості технополісу від «материнського» міста та стану транспортних та інших комунікацій між технополісом та цим містом; передбачуваної кількості фірм технополісу, а також їх спеціалізації, що потребує відповідного технічного оснащення і т.д.

## Види наукоградів
Залежно від характеру та обсягу виконуваних функцій виділяють п'ять видів технополісів:
- інноваційні центри  призначення їх сприяння переважно новим фірмам, пов'язаним із наукомісткими технологіями;
- наукові та дослідницькі парки, які обслуговують як нові, так і цілком зрілі фірми, підтримують тісні зв'язки з університетами чи науково-дослідними інститутами;
- технологічні парки (технопарки), які мають у розпорядженні цілу мережу наукомістких фірм і виробництв, але водночас не налагоджені міцні зв'язки  з університетами чи науково-дослідними інститутами;
- технологічні центри —  обслуговуючі підприємства, що створюються для розвитку нових високотехнологічних фірм. Їхнє головне завдання — сприяння малому наукомісткому бізнесу. Центр консультує нові фірми та надає їм протягом перших трьох років з дня створення фінансову допомогу;
- конгломерати (пояси) технокомплексів та наукових парків, мета яких – перетворення цілих регіонів на високотехнологічні зони.

Виділяється сім основних спеціалізацій наукоградів:
- авіа-, ракетобудування та космічні дослідження;
- електроніка та радіотехніка;
- автоматизація, машино- та приладобудування;
- хімія, хімічна фізика та створення нових матеріалів;
- ядерний комплекс;
- енергетика;
- біологія та біотехнологія.

## Історія
Ідея створення технополісів виникла у середині 1950-х років у США. Першими технополісами були Кремнієва долина в Каліфорнії та Рут-128 (Шосе 128) у Массачусетсі, біля Бостона (MIT).
Розвиток технополісів у провідних країнах розгорнулося у широких масштабах у другій половині XX століття. Технополіси виникли у Західній Європі: Мілтон-Кінс і Кембридж в Англії, Силікон Глен у Шотландії, Софія-Антиполіс та Мей-лан-Гренобль у Франції та ін. У середині 1980-х років у США налічувалося понад 40 великих зон розвитку високих технологій. "Епідемія" створення технополісів поширилася на країни Південно-Східної Азії. У Південній Кореї збудовано технополіс Даєдук, у Китаї — технополіси Шеньчжень та Гуандун поруч із Гонконгом. Програми будівництва технополісів здійснюються у Таїланді, Індонезії, Філіппінах, Малайзії.
Особливо сильний розмах набуло створення технополісів у Японії. У 1982 року у Японії було прийнято реалізації, у межах технополісної політики, проект «Технополіс». Японське Міністерство зовнішньої торгівлі та промисловості оголосило конкурс на створення технополісів, переможцями виявились 16 префектур, у яких з 1985 року почалося будівництво 19 технополісів, рівномірно розкиданих по чотирьох японських островах.

## Приклади
- Японія: Цукуба, Хамамацу, Нагаока, Ямагуті;
- «Шосе 128» — інноваційна зона на північному сході США навколо Гарварду та MIT, попередниця Кремнієвої долини.
- Білоруський парк високих технологій
- Софія-Антиполіс (Франція)
- Ізраїльська кремнієва долина
- Чжунгуаньцунь (Z-park, Zhongguancun Science Park) - "китайська Кремнієва долина"
- Сайберджая — малайзійське "місто майбутнього" в передмісті Куала-Лумпура.